# Nathan Abas
Nathan Abas (* 23. Oktober 1896 in Amsterdam, Nordholland, Niederlande; † 1. Juni 1980 in Palm Springs, Riverside County, Kalifornien, Vereinigte Staaten) war ein US-amerikanischer Violinist, Musikpädagoge und Dirigent niederländischer Abstammung. Er wurde bekannt als Rundfunkpionier im Bereich klassischer Musik, Direktor des Gebiets Kalifornien des Federal Music Project FMP der Works Progress Administration WPA, Dirigent des Northern California WPA Symphony Orchestra sowie als Gründer des Abas String Quartets und Konzertmeister des San Francisco Symphony Orchestra.

## Leben

### Familie und Zeit in den Niederlanden bis 1917
Nathan Abas Eltern waren der in Amsterdam geborene und in Auschwitz gestorbene jüdische Diamantschleifer Jacob Abas (1869–1942) und seine Frau Klara Abas (1871–1929). Sein jüngerer Bruder war Salomon Abas. Beide hatten noch drei weitere Geschwister Abraham, Dina und Sara. Nathan Abas studierte am Amsterdamsch Conservatorium Violine. Mit 15 Jahren wurde er Mitglied des Concertgebouw-Orchester. Ab 1914 war er dort Erster Violinist. Hier spielte er unter Willem Mengelberg. Am Concertgebouw konzertierte er auch als Solist. So spielte er am 26. Dezember 1916 das Violinkonzert Nr. 3 h-moll op. 61 von Camille Saint-Saëns unter der Leitung des niederländischen Dirigenten Evert Cornelis (1884–1931). 1917 gründete Abas das Concergebouw-Strijkkwartet, in welchem er die erste Violine spielte. Im April 1917 spielten sie noch Konzerte, bevor Abas mit dem Schiff Noordam Rotterdam Richtung New York City verließ.

### New York, 1917 bis 1927
Am 30. Mai 1917 kam er in Ellis Island an. Auf Ellis Island heiratete er Cornelia Cora Gomperts (1893–1974). 1922 wurde in New York ihre gemeinsame Tochter Betty Abas (1922–2001) geboren. Die ersten Jahre schlug er sich als Geiger durch und spielte in Lichtspielhäusern und Tanzsälen. Er besuchte das Institute of Musical Art. Hier erhielt er unter anderem Unterricht beim Dirigenten Frank Damrosch und dem Geiger Franz Kneisel (1865–1926). Dabei lernte er Louis Kaufman (1905–1994) kennen, der auch der Violinklasse Kneisels angehörte. Abas konzertierte im Raum New York als Kammermusiker und Solist. In einem Konzert am 2. März 1924 spielte Abas bei den Friends of Chamber Music in Philadelphia die Violinsonate Nr. 2 A-Dur op.100 von Johannes Brahms und die Violinsonate von Guillaume Lekeu. In dieser Zeit eröffnete sich der Rundfunk für ihn als Tätigkeitsbereich. Ab April 1924 wurden montags von der Station WJZ Luncheon Concerts mit dem Pennsylvania Concert Orchestra unter der Leitungen von Abas live aus dem Hotel Pennsylvania in der 7th Avenue in New York City gesendet. Am Sonntag, 18. Mai 1924 wurde von WJZ ein Abendkonzert mit den Nathan Abas' Orchestra gesendet. Von da an wurde regelmäßig an Sonntagabenden Konzerte mit dem Pennsylvania Concert Orchestra oder einem Nathan Abas (Concert) Orchestra genannten Ensemble gesendet. Konzerte mit verschiedenen von Abas geleiteten Ensembles wurden daraufhin regelmäßig bis Februar 1926 gesendet. Abas unterrichtete in dieser Zeit auch am New York Institute of Music.

### San Francisco, ab 1927
Zur Rekonvaleszenz nach einer längeren Krankheit ging er im Laufe des Jahres 1927 nach San Francisco. Hier gründete er im August 1927 als Erster Geiger das Abas String Quartet. Das Quartett bestand neben Abas aus drei Mitgliedern des San Francisco Symphony Orchestra, dem Solocellisten Michael Penha, dem Solobratscher Romain Verney und dem Geiger Julian Brodetsky. Der erste Rundfunkauftritt des Quartettes fand am 7. September 1927 bei einem Konzert des Rundfunksenders KPO statt. Am 2. und am 7. Oktober 1927 wurden Soloprogramme mit Abas bei KPO übertragen. Das erste Konzert des Quartetts fand am 13. Oktober 1927 im Rahmen einer Konzertreihe der The Pacific Musical Society in San Francisco statt. Im Laufe des Oktobers 1927 gab das Abas String Quartet Konzerte beim Rundfunksender KPO. 1927 bis 1931 gewann Abas durch nahezu wöchentlich statt findende Rundfunkauftritte beim Rundfunksender KPO mit dem Quartett, als Solist und als Dirigent eine gewisse Bekanntheit. Bei diesen Radiokonzerten trat er mit verschiedenen Musikern auf, wie zum Beispiel mit dem Organisten Uda Waldrop (1885–1951). Im Sommer 1927 organisierte die Standard Oil Company ein Sinfonieorchester, das vor allem aus Musikern des San Francisco Symphony Orchestra bestand, und nannte es Standard Oil Symphony Orchestra. Abas wurde musikalischer Direktor und war für die regelmäßig wöchentlich stattfindende Sendung Standard Symphony Hour er sechs Jahre lang für die Programmgestaltung verantwortlich. Das erste Mal wurde das Programm am 23. Oktober 1927 gesendet. Das Standard Oil Symphony Orchestra wurde von ihm regelmäßig geleitet, so in Radioübertragungen vom 25. Dezember 1927 und vom 15. Januar 1928 mit der Unvollendete, der Ouvertüre zu Le roi l’a dit von Léo Delibes und einer Ungarischen Rhapsodie mit Michel Penha als Cellosolisten. Von Rembert Rudolph Wurlitzer (1904–1963) erwarb er 1928 eine von Giovanni Battista Guadagnini im Jahr 1751 gebaute Violine. Im September 1929 wurde Abas für drei Jahre Konzertmeister der San Francisco Opera Association und leitete auch das Sinfonieorchester des KPO. Im selben Jahr erhielt er die Staatsbürgerschaft der Vereinigten Staaten und wurde Mitglied des San Francisco Symphony Orchestra. Im August 1930 wurde er als Nachfolger Robert Pollocks zum Leiter des Fachbereichs Violine am San Francisco Conservatory of Music ernannt. Einer seiner Schüler war der zehnjährige Isaac Stern. Weitere Schüler waren Cicely Edmunds (1916–1998), Arthur Bryon, Marilyn Doty und Nancy Ellsworth. Abas leitete auch das Orchester des Konservatoriums. Im April 1931 wurde er zum Nachfolger des scheidenden Konzertmeisters des San Francisco Symphony Orchestra Mishel Piastro, der ein Engagement beim New York Philharmonic Orchestra erhalten hatte, ernannt. Diese Position hatte er in der Saison 1931/32 inne. Im ersten Konzert der Saison, in dem er als Konzertmeister vorgestellt wurde, spielte er den Solopart in Wolfgang Amadeus Mozarts Violinkonzert Nr. 6 Es-Dur KV 268. Nach nur einer Saison ging er wieder zum Rundfunk. Er wurde als Nachfolger von Rex Dunn Musikalischer Leiter der NBC San Francisco. Hier hatte er ab Ende 1932 wieder häufiger Rundfunkauftritte, jetzt mit einem Nathan Abas Orchestra genannten Ensemble. Die Arbeit mit dem Abas String Quartet hatte er in dieser Zeit als Konzertmeister der San Francisco Symphony und seiner Tätigkeit als Dirigent des NBC Orchestras zurückgestellt. Nachdem er von Cora Gomperts geschieden worden war, heiratete er 1933 Elsa Krotazyner (1907–1995).

### Los Angeles, ab 1934
1934 wechselte er vom NBC San Francisco nach Los Angeles. Hier belebte er wieder das Abas String Quartet. 1935 und 1936 führte er mit dem Abas String Quartet die ersten drei Streichquartette Arnold Schönbergs bei lokalen Konzerten und bei dessen Vorlesungen an der University of Southern California auf. Im Oktober und November 1936 konzertierte er mit dem Quartett in der Guggenheim Hall an der University of Washington. 1937 war er für eine Saison Konzertmeister der Los Angeles Grand Opera Association. Weiterhin ging er als Violinsolist auf Konzertreisen. In der Konzertsaison 1937/38 gab er mit der Pianistin Berthe Poncy Jacobson mehrere Konzerte außerhalb von Los Angeles. So spielte er am 23. Februar 1938 bei einem Kammerkonzert, veranstaltet von der School of Music in Washington die Violinsonate F-Dur von Alexander Tscherepnin, die Violinsonate von Claude Debussy und die Violinsonate Nr. 5 von Ludwig van Beethoven. Auch ein Konzert in der Konzertreihe Sonata Recitals 1937/38 in Vancouver ist belegt. 1938 wurde Abas zunächst Direktor des Distrikts Northern California des FMP der WPA, des späteren Northern California Music Project.  Später war er für ganz Kalifornien zuständig. In dieser Funktion war er auch Dirigent des Northern California WPA Symphony Orchestra. Dieses Orchester wurde von der WPA gegründet, um in Zeiten der Wirtschaftskrise eine Arbeitsmöglichkeit für arbeitslose Musiker zu schaffen und mit Bundesmitteln gefördert. Abas führte das Orchester in über 400 Konzerten in kalifornische Kleinstädte, die kein eigenes Sinfonieorchester besaßen, um in Zeiten der Krise und des Krieges durch Anbieten einer kulturellen Infrastruktur der Bevölkerung eine gewisses Ablenkung anbieten zu können. Aufgeführt wurden Werke des sinfonischen Standardrepertoires, aber auch zeitgenössischer Musik wurde eine Plattform geboten. Am 8. November 1940 spielte er mit dem Orchester die US-Premiere von Scaramouche im Beisein des Komponisten Darius Milhaud und am 1. August 1942 beim Eröffnungskonzert des 19th Festival of the International Society for Contemporary Music in Berkeley die Uraufführung von A Symphonic Scetch [Eine sinfonische Skizze] von Arthur Kreutz (1906–1991) In diesem Konzert führte er mit seinem Orchester das Klavierkonzert von Karol Rathaus, das Violakonzert von Nikolai Tichonowitsch Beresowski, Canon and Fugue von Wallingford Riegger und das Divertimento für Streichorchester von Béla Bartók auf. Mit dem Orchester belebte er auch die Opéra-bouffe, mit diversen Aufführungen dieses Genres. Das bis zu 90 Musikern umfassende Orchester galt zu dieser Zeit als eines der besten Klangkörper an der Pazifikküste. 1943 wurde er Partner der Firma John de Keyser & Co und arbeitete dort im Bereich Verlagswesen. Sie eröffneten in der Grand Avenue in Los Angeles einen community music meeting place, einen Ort an dem sich Musiker treffen konnten, Noten einsehen und zur gemeinsamen Unterhaltung verweilen konnten. Später leitete er Belkas Music Publishing. 1949 unterrichtete er am Fisher Conservatory of Music in Los Angeles. Mit Trudi Martin spielte er im April und Mai 1957 einen Konzertzyklus im Assistance League Playhouse in Los Angeles mit den zehn Violinsonaten Ludwig van Beethovens. Am 1. Juni 1980 starb Nathan Abas nach einem Herzinfarkt im Desert Hospital in Palm Springs.

## Einspielungen (Auswahl)
Die Library of Congress besitzt diverse von Nathan Abas mit dem Northern California Symphony Orchestra eingespielte Aufnahmen:
- Ludwig van Beethoven: Menuett aus der 1. Sinfonie C-Dur op. 21[80]
- Georges Bizet: Farandole aus L’Arlésienne[81]
- Léo Delibes: Erster Satz aus Coppelia.[82]
- Antonín Dvořák: Slawischer Tanz Nr. 1[80]
- Joseph Haydn: Menuett aus der 101. Sinfonie Die Uhr[83]
- Felix Mendelssohn Bartholdy: Andante con moto aus der 4. Sinfonie A-Dur op. 90[80]
- Wolfgang Amadeus Mozart: Menuett und Finale aus der Jupitersinfonie[84]
- Modest Mussorgsky: Lied vom Floh[85]
- Franz Schubert: Andantino aus der Ballettmusik Nr. 2 zu Rosamunde[85]
- Johann Strauß: Frühlingsstimmen[83]
- Ambroise Thomas: Ouvertüre zur Oper Mignon[86]
- Richard Wagner: Vorspiel zum 3. Akt der Oper Lohengrin[81]

## Rezeption und Gedenken
In The Bakersfield Californian vom 4. Januar 1941 wird Abas one of the nation's most outstanding orchestral conductors [einer der überdurchschnittlichsten Orchesterdirigenten des Landes] genannt. Mit dem Artikel String Quartet Founder Raised Early Radio Baton gedenkt The Los Angeles Times am 9. Juni 1980 der Lebensleistung von Nathan Abas. Sie attestiert ihm one of the first to broadcast classical music in the West on a regular basis [einer der ersten, die auf regelmäßiger Basis im Westen der USA klassische Musik im Rundfunk sendeten] gewesen zu sein. An ihn wird als original conductor [ursprünglicher Dirigent] der Radiosendung The Standard Symphony Hour erinnert. Martin Bernheimer führt Nathan Abas in seinem musikalischen Jahresrückblick in der The Los Angeles Times vom 28. Dezember 1980 unter der Rubrik Ave atque vale auf.